# Åshild
Åshild fue hija del caudillo vikingo Ring Dagsson, monarca de Ringerike. Se casó con el Rey Harald I, con quien tuvo cuatro hijos:
- Dag Haraldsson;
- Ring Haraldsson;
- Gudrød Skirja y
- Ingegerd Haraldsdatter. (n. 910)

Åshild sería la última esposa de Harald antes de que este tomase por esposa a Ragnhild Eriksdatter apodada «la Todopoderosa», de Jutlandia, con quien tendría un hijo Erik Hacha Sangrienta futuro rey de Noruega.